# Valeriana densiflora
Valeriana densiflora là một loài thực vật có hoa trong họ Kim ngân. Loài này được Benth. miêu tả khoa học đầu tiên năm 1840.